# PGC 49392
LEDA/PGC 49392 ist eine Balken-Spiralgalaxie vom Hubble-Typ SBb mit aktivem Galaxienkern im Sternbild Jagdhunde am Nordsternhimmel. Sie ist schätzungsweise 333 Millionen Lichtjahre von der Milchstraße entfernt und hat einen Durchmesser von etwa 110.000 Lichtjahren.
Im selben Himmelsareal befinden sich unter anderem die Galaxien IC 4340, IC 4341, PGC 49383, PGC 2102625.